# مستشفى الملك خالد (نجران)
يعتبر مستشفى الملك خالد في منطقة نجران ذا أهمية كبرى بالمنطقة لما يمثله من نقلة نوعية غير اعتيادية في تاريخ صحة نجران منذ يوم افتتاحه بتاريخ 25-6-1404 هـ. وقد حافظ المستشفى على صدارته منذ إنشائه وحتى اليوم بكونه المستشفى المرجعي الوحيد بالمنطقة بتعدد الخدمات والتخصصات المتوفرة به، والأكبر من حيث سعته السريرية التشغيلية والاستيعابية التي تبلغ فعلياً نحو 300 سرير واعتمدت صحة نجران على مستشفى الملك خالد بما يملك من إمكانيات في استحداث تقنيات خدمات الرعاية الصحية الجديدة بالمنطقة سواء في مجال الخدمات الطبية التشخيصية والعلاجية أو الخدمات غير الطبية في مجالات نظم المعلومات وأمن وسلامة المنشآت الصحية، كما اعتمدت عليه في تفعيل سياسات وزارة الصحة ومواكبتها أولاً بأول كمستشفى نموذجي لباقي مستشفيات المنطقة.

## التأسيس
تم افتتاح المستشفى بتاريخ 25-6-1404 هـ في عهد الملك فهد رحمه الله، بسعة 200 سرير على مساحة 450 فداناً، وفي السنوات الخمس الأولى تم الاعتماد على فريق طبي من ألمانيا يضم أطباء من كافة التخصصات وطاقم تمريض، كما تم التعاقد مع ممرضات من دولة كوريا الجنوبية لتغطية النقص في أعداد التمريض، وكانت بداية مشرقة للمستشفى أسست للعمل بشكل منهجي فيما بعد.
في البداية كان الاعتماد في تشغيل المستشفى على التعاقد مركزياً من الوزارة، إضافة إلى عقود التشغيل الخاصة بشركات التشغيل والصيانة، إلى أن أوقفت الوزارة التشغيل الطبي من عقود الصيانة والتشغيل، وتم مؤخراً استحداث برنامج التشغيل الذاتي للتعاقد مع الكوادر الطبية والفنية والإدارية من خلال لجنة التشغيل بصحة نجران.

## التطوير والتحديث
تَزَامَنَ الدفع بمستشفى الملك خالد للتقييم والاعتماد بشهادة الجودة الوطنية والدولية مع خطة شاملة للتطوير والتحديث في شتى جوانب المستشفى الإدارية والطبية والطبية المساعدة والأقسام الفنية غير الطبية، مما أعطى لهذا المستشفى العتيق والعريق والعملاق روح الحداثة والمعاصرة وجعل منه صرحاً طبياً حضارياً معتمداً بشهادة معايير الجودة الوطنية ومعايير الجودة الدولية.

## قسم الطوارئ
هو أول ما تم تطويره من أقسام وحظي بالدعم منذ افتتاحه عام 1431هـ حتى أصبح كمستشفى مصغر بسعة 30 سريراً لكافة الخدمات الطارئة والحرجة بنظام فرز محكم للتعامل مع هذه الحالات، وقد زود القسم بعدد كافٍ من سيارات الإسعاف الحديثة المجهزة بالإضافة إلى تجهيز مهبط للإسعاف الجوي. كما تم تزويده بنظام حديث للأشعة وشاشات عرض عالية الدقة ووحدة لأشعة الرنين المغناطيسي وغرفة عمليات صغرى للطوارئ.

## قسم العناية المركزة
دشن صاحب السمو الملكي الأمير مشعل بن عبد الله أمير منطقة نجران توسعة قسم العناية المركزة بمستشفى الملك خالد بنجران في 28/6/1430ه، التي شملت تزويده بأحدث الاجهزة وزيادة سعتة السريرية ليستوعب أكثر من 38 مريضاً بعد أن كان يستوعب 9 مرضى فقط. إضافة إلى ربطه بواسطة الاتصال المرئي بين استشاريي العناية المركزة بالمستشفى والاستشاريين بمستشفى الملك فيصل التخصصي بالرياض. حيث يعد مستشفى الملك خالد الثاني على مستوى مستشفيات المملكة من حيث تطبيق هذه الخدمة.
ويقوم على رعاية المرضى المنومين في وحدة العناية المركزة فريق طبي متكامل على مدار الساعة لضمان مراقبة الحالات وتقديم الرعاية الصحية اللازمة في جميع المراحل الطبية التي تمر بها.
والمعروف طبياً أن وحدة العناية المركزة لا تستقبل سوى الحالات الخطيرة التي تحتاج إلى عناية طبية فائقة والتي يطبقها مستشفى الملك خالد بنجران بأعلى مستوياتها الطبية، ولم يتوقف تطوير هذا القسم بمجرد افتتاحه بل تم دعمه لاحقاً بنظم حديثة لمراقبة ومتابعة أسرة العناية المركزة والتحكم بواسطة شاشات اللمس، كما تم زيادة عدد غرف العزل بالقسم إلى 4 غرف بما لها من خصوصية في التعامل.

## قسم المناظير التشخيصية وجراحة مناظير الجهاز الهضمي
تم تطوير هذا القسم وتحديثه بتخصيص موقع جديد له منفصل عن غرف العمليات القديمة، ثم بتزويده بطاقم حديث من مناظير الجهاز الهضمي التشخيصية والجراحية، وغرف التعقيم. مما مكن من إجراء آلاف عمليات التنظير التشخيصي للجهاز الهضمي وكذلك آلاف عمليات استئصال المرارة والزائدة الدودية بالمنظار وما يعنيه ذلك من اختصار وتقليل لمعاناة المرضى ومدة علاجهم والاختلاطات التي يمكن أن تصيبهم بعد العمليات المماثلة بدون منظار، كما أراح ذلك آلاف المرضى في المنطقة من مشقة السفر إلى مراكز متطورة في المملكة وخارجها.

## وحدة الحروق وجراحة التجميل
تم تطوير وحدة الحروق بالمستشفى بزيادة عدد أسرة العناية المركزة الخاصة بحالات الحروق من 4 أسرة إلى 8 أسرة حديثة، وبتجهيز الغرف بالكامل بنظام العزل، وأجهزة العناية المركزة، كما تم استحداث أسلوب العمل بجراحات التجميل لتشمل العمليات بنظام الرقع الجلدية الشبكية، حيث أجريت عمليات الترقيع للمئات من المصابين مما ساعد على شفاء أغلبهم وخروجهم من المستشفى ليتلقوا المتابعة والرعاية في العيادة الخارجية.

## قسم غرف العمليات الرقمية
يتكون مشروع غرف العمليات الرقمية في مستشفى الملك خالد بنجران والذي بعتبر الأحدث في الشرق الأوسط من 9 غرف عمليات في مبنى مستقل ويهدف إلى الاستفادة من التطورات الكبيرة والسريعة في التكنولوجيا الرقمية التي تُمَكِّن الأطباء من إجراء العمليات للمرضى بدقة متناهية.. ويضاهي قسم العمليات الرقمية الذي تم تطويره حديثاً في نجران مثيلاته في الدول الغربية، وهو عبارة عن 9 غرف رقمية للعمليات الجراحية مجهزة بأحدث الأجهزة والتقنيات اللازمة وأرقى ما وصلت إليه التكنولوجيا الطبية عالمياً مما يتيح للفريق الجراحي وأطقم التخدير التحكم بكل ما هو داخل هذه الغرف من تجهيزات من خلال شاشات تحكم باللمس وببصمة الصوت، ويتيح لهم أيضاً الاتصال بأقسام المستشفى عند الحاجة عن طريق نظام صوتي دون الحاجة لاستخدام أجهزة هاتف أو محمول تجنباً للمس ما هو غير معقم أثناء إجراء العمل الجراحي، كما أن فيها نظاماً متقدماً للفيديو بكاميرات عالية الدقة داخل الغرف تسجل العمليات الجراحية بحيث يمكن عرضها بشكل حي مباشر بغرض الاستعانة بالاستشاريين عن بعد في المراكز الطبية الأخرى بالمدن الطبية للمشاركة في اتخاذ القرارات أثناء إجراء العمليات عند الحاجة، كما تم إضافة إمكانيات حديثة لم تكن متاحة من قبل مثل توفير الميكروسكوبات الجراحية عالية الدقة لإجراء أدق وأعقد العمليات الجراحية منها ميكروسكوبات جراحة العيون وجراحة المخ والأعصاب والمناظير الميكروسكوبية الضوئية لجراحات الأنف والأذن والحنجرة، وكذلك أجهزة المناظير الجراحية، ومناظير المسالك البولية، إضافة إلى تزويد قسم العمليات بوحدة كهرباء على مدار الساعة حتى لا يتأثر القسم في حالة انقطاع التيار الكهربائي لاسيما في الحالات الطارئة، وملحق بغرف العمليات الرقمية غرف للإفاقة بسعة 12 سريراً فيها كافة التجهيزات الحديثة.
ويقوم على هذا القسم الحديث للعمليات الرقمية طاقم طبي وطني مؤهل تم تدريبه بألمانيا على كيفية تشغيل هذه الغرف واستخدامها بكل دقة للتعامل مع كافة الحالات على مدار الساعة وتحت أية ظروف، وهذا جانب من التعاون الدولي الناجح بين صحة نجران ممثلة بمستشفى الملك خالد والدول الغربية.

## مركز الأمير سلطان لأمراض وجراحة القلب

مبنى مركز الأمير سلطان لأمراض وجراحة القلب

تمت إضافة مبنى جديد لمركز الأمير سلطان لتلبية حاجة المنطقة لخدمة قسطرة القلب التشخيصية والعلاجية ودعامات الشرايين التاجية.
وفي إطار الخطوات المتسارعة في تطوير الخدمات الصحية في منطقه نجران وما تعانيه المنطقة من افتقار في المراكز الطبية المتخصصة خلال السنوات الماضية استطاع مستشفى الملك خالد بنجران مؤخرا من إنهاء معاناة مرضى القلب في المنطقة بعمليات القسطرة والقلب المفتوح حيث بدأ التشغيل الفعلي للمركز في منتصف شهر ذي القعدة لعام 1433 وتمكن مركز الأمير سلطان لأمراض وجراحة القلب في مستشفى الملك خالد بالمنطقة من إجراء العديد من القسطرة التشخيصية والعلاجية وتكللت جميعها بالنجاح، وإجراء أول عملية قلب مفتوح على مستوى القطاعات الجنوبية لوزارة الصحة بالمملكة بكل كفاءة ونجاح.
ويضم المركز 60 سرير تنويم داخلي بفرعيه الرجال والنساء وتم تجهيز المركز بالعديد من الأجهزة الطبية المتقدمة والمتطورة بأفضل التقنيات العالمية في هذا المجال وكذلك معملان لعمليات القسطرة القلبية العلاجية والتشخيصية و3 غرف لعمليات القلب المفتوح مجهزة بنظام رقمي عالي المستوى يتم فيها تسجيل العمليات الجراحية ونقلها من خلال دائرة تلفزيونية وشبكه إلكترونية خاصة ليتسنى متابعة العمليات من الخارج للأغراض التعليمية والاستشارية كما تحتوي وحدة العمليات على 3 أسرة إفاقة مزودة بأجهزة مراقبة المرضى وعلى نظام متقدم في أجهزة التخدير والرئة الصناعية وأحدث الأدوات الجراحية بالإضافة
إلى ربط غرفة العمليات بنظام أرشفة إلكتروني لمساعدة الجراحين على مراجعة صور الأشعة داخل المركز والعمليات وتعتبر غرفة عمليات القسطرة بالمركز هي الأحدث من نوعها ومكنت الأطباء من التشخيص الدقيق لأمراض القلب ومعالجتها حيث تضم الغرفة أحدث جهاز على مستوى الشرق الأوسط لفحص الشريان التاجي في أقل من 3 ثوان والذي يوفر دقة وضوح عالية ويختصر الوقت، هذا وساهم المركز في معالجة 900 مريض سنويا يتم تحويلهم لخارج المنطقة لإجراء عمليات القسطرة كما نجح المركز في إجراء عملية قلب مفتوح على مستوى المنطقة.

## مركز أمراض وعلاج السكري
بدأ تشغيل المركز تجريبياً للعمل بداية شهر جمادى الأولى من العام 1433ه، ويستقبل الآن حالات متابعة السكري من خلال العيادات الخارجية يومياً، ويقدم المركز خدمات تخصصية لعلاج ومتابعة السكري ومنها مختبر السكري المتخصص لقياس منحنيات السكر بالدم وتشخيص النوع وكذلك إجراء الفحوصات التحفيزية لمعرفة مدى استجابة المريض للعلاج وقياس نسب الأنسولين بالدم، كما يضم المركز وحدة لعلاج حالات السكري المعتمدة على الأنسولين الذي يصيب صغار السن غالباً، وهناك خطة إستراتيجية لتطوير خدمات هذا المركز لتجاري أحدث تقنيات علاج السكري عالمياً بإذن الله.

## مركز طب الأسنان
تمت زيادة العيادات من 9 عيادات لتصبح حالياً 12 عيادة أسنان متكاملة تقدم خدمات طب الأسنان من المستوى الثالث، حيث يقوم المركز باستقبال جميع المراجعين المحولين من عيادات الأسنان بالمستشفيات والمراكز الصحية الداخلية والخارجية بالمنطقة، ويتكون المركز من: قسم جراحة الوجه والفكين، وقسم العلاج التحفظي وعلاج العصب، وقسم التركيبات المتحركة، وقسم التركيبات الثابتة، وقسم تقويم الأسنان، وقسم أمراض الفم وعلاج اللثة، وقسم طب أسنان الأطفال.
ويقوم المركز باستقبال الحالات الطارئة على مدار 24 ساعة حيث يشارك قسم جراحة الوجه والفكين بالتدخل لعلاج جميع حالات كسور الوجه والفكين ومفصل الفك ووقف النزيف الناتج عنها.
وقد تمت في عام 1431ه توسعة مركز الأسنان واستغلال مساحة الأرض التي تحده من الجهة الشرقية لتكون معمل أسنان متكامل يعمل به 15 فنياً من الكوادر الوطنية المميزة. وببناء هذه التوسعة تم إنشاء قاعة خاصة للتدريب بالمركز وقاعة للاجتماعات تعقد بها ندوة علمية أسبوعية تضم جميع أطباء المركز والفنيين ويتم فيها مناقشة كل ما يستجد من تطورات خاصة بالعمل.
الجدير بالذكر أن عدد أطباء المركز الحالي هو 18 طبيباً بينهم 7 أطباء سعوديون بالإضافة إلى 11 فنياً من مختلف الفئات الفنية.

## مركز طب العيون
يعتبر مركز طب العيون أحد أقسام الجراحة بالمستشفى وقد بدأت خدماته منذ افتتاح المستشفى عام 1404ه وهو المركز المتخصص الوحيد الذي يغطي منطقة نجران ويضم المركز عيادات تخصصية وغرف للفحص وقياس للنظر وكل عيادة مجهزة بوحدة فحص متكاملة من المجهر الضوئي والمصباح الشقي وجهاز قياس الضغط وكذلك العدسات وتم فتح عيادات تخصصية للشبكية والمياه الزرقاء والحول وتجميل العيون وأعصاب العيون. كما يوجد بالقسم جهاز أرقون ليزر لعلاج شبكية العين لأمراض السكري كما يوجد جهاز الموجات الصوتية الخاص بالعين وجهاز تصوير قاع العين بالصبغة ويوجد جهاز ياق ليزر لعلاج المياه الزرقاء ويراجعه حوالي من 80 إلى 100 مراجع يوميا بالعيادات كما يضم المركز غرفة للعمليات الصغرى والطوارئ ويجرى بالقسم العمليات الجراحية للمياه البيضاء بتقنية الفاكو وكذلك بتقنية الشق الجراحي وكذلك عمليات المياه الزرقاء وعمليات مفارغة الكيس الدمعي وعمليات الحول بكافة انواعه ومع كل أنواع العمليات الصغرى ويجرى القسم شهريا مابين 70 إلى 90 عملية كما انها تجرى بنظام عمليات اليوم الواحد في معظمها.

## قسم التعقيم
تم تطوير هذا القسم بتحديث الأجهزة الخاصة بالتعقيم وفق أحدث التقنيات العالمية وذلك تنفيذاً لتوصيات اللجنة المشتركة الدولية للجودة.

## إحلال بنك الدم القديم بالمستشفى
تم إحلال بنك الدم القديم بالمستشفى بآخر حديث مجهز بأحدث وحدات التبرع بالدم وأجهزة حفظ الدم (كالثلاجات الرقمية الحديثة) وفصل مكوناته، كما تم وضع السياسات الحديثة الملزمة للعمل ببنك الدم تفادياً لأدنى خطأ بشري حفاظاً على سلامة المرضى وعلى جودة الخدمات المقدمة في هذا القسم، كما تم أيضاً ربط هذا القسم بالشبكة العامة لوزارة الصحة لبنوك الدم على مستوى المملكة لتكامل العمل فيما بينها.

## قسم الأشعة
تم تطوير قسم الأشعة بالمستشفى بتزويده بنظام حديث لحفظ الصور والتقارير الشعاعية على خوادم حاسوبية خاصة وشبكة على امتداد أقسام المستشفى كلها مما يمكن الطبيب المعالج من الاطلاع عليها ودراستها والاستعانة بالتقرير عنها دون الحاجة إلى الصور التي تنقل باليد من مكان إلى آخر ودون حاجة إلى صندوق الضوء الذي كانت توضع الصور الشعاعية عليه لقراءتها.
وقد تم تزويد القسم بعدد من الأجهزة الحديثة التي لم تكن متاحة من قبل، مثل جهاز الأشعة المقطعية ثلاثي الأبعاد، وجهاز الأشعة المقطعية رباعي الأبعاد، وجهاز التصوير الملون رباعي وجهاز قسطرة الشرايين والأشعة التداخلية وجهاز تصوير الثدي الشعاعي وأخذ العينات وجهاز التصوير الرقمي عالي الدقة وجهاز كثافة العظام ويتكون القسم من غرفة قسطرة وأشعة تداخلية و 3 غرف أشعة مقطعية وغرفتين للرنين المغناطيسي 3 غرف أشعة صوتية وتصوير شرايين و3 أجهزة أخرى متنقلة للطوارئ والعناية المركزة ويجري الآن العمل على إنشاء مركز للطب النووي ومركز للكشف المبكر لسرطان الثدي بالإضافة إلى جهاز رنين مغناطيسي لأمراض القلب والشرايين. ويعد قسم الأشعة من أكبر أقسام الأشعة وأحدثها على مستوى المملكة.
وعلى مستوى الكادر البشري تم التعاقد مع أربعة استشاريين منهم استشاري أشعة نووية واستشاري أشعة تداخلية مما ساعد في تطوير وتحسين بيئة العمل وكذلك فتح باب التدريب لاختصاصي الأشعة وبداية الحصول على الزمالة السعودية والعربية في تخصص الأشعة من المستشفى.

## أبرز الإنجازات
- حاصلة على الاعتماد من المركز السعودي لاعتماد المنشآت الصحية والحصول على المركز الخامس بالمملكة.
- الحصول على المركز الأول في جراحة اليوم الواحد حيث حقق نسبة 83% من جميع العمليات الجراحية بالمستشفى على مستوى مستشفيات المملكة للسنة الثالثة على التوالي.
- الحصول على المركز الأول على مستشفيات المملكة في حقوق وعلاقات المرضى وأصبح مركزا تدريبيا معتمدا من الوزارة، وتمثيل الوزارة في المؤتمرات الدولية لخبرتنا في هذا المجال.
- من أول مستشفيات المملكة في مشروع نظام العمليات الرقمية الأحدث عالميا الذي يسهم في إجراء العمليات الجراحية بدقة متناهية وذلك بتسع غرف عمليات جديدة وتعتبر الأفضل في الشرق الأوسط.
- يعتبر المستشفى من أفضل مستشفيات المملكة التي تتوفر بها أسرة العناية المركزة مجهزة بعدد 30 سريرا مقارنة بعدد أسرة المستشفى بشكل عام حيث لم يواجه المستشفى في أي يوم من الأيام مشاكل عدم توفر أسرة للحالات الحرجة والطارئة في العناية المركزة.
- الحصول على شهادة الاعتماد العالمي من المنظمة الأمريكية الدولية (JCI) كأول مستشفى حكومي في المنطقة الجنوبية.
- الاعتراف العام بالمستشفى من قبل الهيئة السعودية للتخصصات الصحية كمستشفى تدريبي وتعليمي.
- بداية برامج الزمالة والحصول على الدكتوراه من المستشفى في تخصصات الجراحة العامة والعظام والباطنية وتقنية الأشعة.
- إجراء العديد من العمليات الجراحية النادرة ولأول مرة في تاريخ المنطقة وبخاصة في العمود الفقري والمخ والأعصاب وجراحات المناظير المتقدمة.
- استقطاب العديد من الأطباء والاستشاريين سواء بالعقود الدائمة أو الأطباء الزائرين وأصبح المستشفى ولله الحمد مغطى باستشاريين في جميع التخصصات الرئيسة والفرعية.
- تشغيل مركز أمراض وجراحة القلب وبداية عمليات القسطرة التشخيصية والعلاجية ولأول مرة في تاريخ منطقة نجران وإنهاء بذلك معاناة مرضى القلب في المنطقة وإجراء أول عملية قلب مفتوح على مستوى القطاعات الجنوبية لوزارة الصحة بالمملكة.
- حصول المستشفى على التميز في برنامج الهرمونات ودلالات الأورام على مستوى مختبرات المملكة.